# Torneo SANZAR/UAR M21 de 1996
El Torneo SANZAR/UAR M21 de 1996 se disputó en Nueva Zelanda y fue la segunda edición del torneo en categoría M21, el torneo fue disputado por las tres naciones pertenecientes a SANZAR y además la Unión Argentina de Rugby.

## Posiciones

### Fase regular
| Pos. | Equipo        | Encuentros | Encuentros | Encuentros | Encuentros | Tantos  | Tantos    | Tantos     | Puntos Totales |
| Pos. | Equipo        | jugados    | ganados    | empatados  | perdidos   | a favor | en contra | diferencia | Puntos Totales |
| ---- | ------------- | ---------- | ---------- | ---------- | ---------- | ------- | --------- | ---------- | -------------- |
| 1    | Australia     | 3          | 3          | 0          | 0          | 90      | 48        | +42        | 14             |
| 2    | Nueva Zelanda | 3          | 2          | 0          | 1          | 130     | 56        | +74        | 11             |
| 3    | Sudáfrica     | 3          | 1          | 0          | 2          | 63      | 98        | -35        | 5              |
| 4    | Argentina     | 3          | 0          | 0          | 3          | 67      | 148       | -81        | 2              |

#### Resultados
| 14 de julio | Argentina | 21 - 88 | Nueva Zelanda |  |  |

| 14 de julio | Australia | 42 - 16 | Sudáfrica |  |  |

| 17 de julio | Argentina | 18 - 31 | Australia |  |  |

| 17 de julio | Nueva Zelanda | 28 - 18 | Sudáfrica |  |  |

| 20 de julio | Argentina | 28 - 29 | Sudáfrica |  |  |

| 20 de julio | Australia | 17 - 14 | Nueva Zelanda |  |  |

| Bandera de Australia |
| Campeón Australia    |
| Primer título        |